# QR 코드 지급 결제
QR 코드 지급 결제(큐알코드 지급 결제, QR code payment)는 모바일 앱으로부터 QR 코드를 스캔함으로써 결제를 수행하는 비접촉식 결제 방식이다. 이는 결제 터미널을 사용한 전자적 POS 송금의 대안이다. 지불 카드, 결제망, 결제 터미널, 상인용 계좌 등 전통적으로 전자적 결제와 관련한 수많은 인프라스트럭처를 불필요하게 만든다.
QR 코드 지급 결제를 사용하려면 소비자는 상인이 보여주는 QR 코드를 자신의 전화로 스캔해야 상품을 지불할 수 있다. 구매해야 할 양을 입력하면 제출이 완료된다.

## 역사
암호화폐 비트코인을 위한 최초의 모바일 지갑 앱은 2012년 QR 코드로 결제를 송수신하는 기능이 포함되었다.
2014년, 중국의 기술 기업 텐센트는 자사의 메신저 앱 위챗에 새로운 기능을 도입하여 사용자들이 지급 결제를 가능케 하고 있다. 인앱 온라인 지갑 및 QR 코드 지급 결제 시스템을 통해 도입되었다.

## 저명한 서비스 제공자
- 알리페이
- BharatQR
- Easypaisa
- JazzCash
- 마스터카드[6]
- 비자카드
- 위챗
- Paytm
- 구글 페이 (Tez)
- PhonePe
- 아마존 페이

## 같이 보기
- QR 코드